# Franck Proust
Franck Proust (ur. 2 maja 1963 w Poitiers) – francuski polityk i samorządowiec, deputowany do Parlamentu Europejskiego VII i VIII kadencji.

## Życiorys
Kształcił się w zakresie marketingu, pracował w branży ubezpieczeniowej. Związał się z Unią na rzecz Demokracji Francuskiej. Od 1995 był radnym Nîmes. W 2001 został zastępcą mera tej miejscowości, a w 2008 pierwszym zastępcą mera. Od 2004 przez siedem lat był także radnym departamentu Gard.
W wyborach w 2009 bez powodzenia kandydował z ramienia Unii na rzecz Ruchu Ludowego. Mandat europosła objął 23 czerwca 2011, kiedy to złożył go Dominique Baudis. W Parlamencie Europejskim VII kadencji przystąpił do grupy chadeckiej. W 2014 uzyskał reelekcję na kolejną kadencję. W Europarlamencie zasiadał do 2019. Został później przewodniczącym administracji aglomeracji Nîmes Métropole, a także przewodniczącym Republikanów w tej metropolii. W styczniu 2020 został członkiem Europejskiego Komitetu Regionów, w którym dołączył do frakcji Europejskiej Partii Ludowej.
W 2022 skazany na karę pozbawienia wolności z warunkowym zawieszeniem jej wykonania i na grzywnę za nadużycia z okresu pełnienia funkcji prezesa komunalnego przedsiębiorstwa SENIM (którym kierował od 2001 do 2008).